# Brian Hooper
Brian Roger Leslie Hooper (ur. 18 maja 1953 w Woking) – brytyjski lekkoatleta, specjalista skoku o tyczce, dwukrotny medalista igrzysk Wspólnoty Narodów, dwukrotny olimpijczyk.
Na igrzyskach Wspólnoty Narodów reprezentował Anglię, a na pozostałych dużych imprezach międzynarodowych Wielką Brytanię.
Zdobył brązowy medal w skoku o tyczce na igrzyskach Brytyjskiej Wspólnoty Narodów w 1974 w Christchurch, przegrywając jedynie z Donem Bairdem z Australii i Mikiem Bullem z Irlandii Północnej. Zajął 10. miejsce w tej konkurencji na mistrzostwach Europy w 1974 w Rzymie oraz 14. miejsce na halowych mistrzostwach Europy w 1975 w Katowicach. Na igrzyskach olimpijskich w 1976 w Montrealu Hooper zajął 16. miejsce, na halowych mistrzostwach Europy w 1978 w Mediolanie 13. miejsce, a na mistrzostwach Europy w 1978 w Pradze 7. miejsce.
Ponownie zdobył brązowy medal na igrzyskach Wspólnoty Narodów w 1978 w Edmonton (przegrywając z Kanadyjczykiem Bruce’em Simpsonem i Donem Bairdem). Na halowych mistrzostwach Europy w 1979 w Wiedniu zajął 8. miejsce, na igrzyskach olimpijskich w 1980 w Moskwie 11. miejsce, a na halowych mistrzostwach Europy w 1981 w Grenoble 9. miejsce. W swym ostatnim występie na dużej imprezie międzynarodowej – igrzyskach Wspólnoty Narodów w 1986 w Edynburgu zajął 5. miejsce.
Był mistrzem Wielkiej Brytanii (AAA) w skoku w o tyczce w 1973, 1980 i  1986, wicemistrzem w latach 1971, 1976–1978 i 1984 oraz brązowym medalistą w tej konkurencji w 1972 i 1987, a także halowym mistrzem w 1973, 1975, 1976, 1978, 1979 i 1981. Był również mistrzem UK Championships w 1979, wicemistrzem w 1980 oraz brązowym medalistą w 1982 i 1986.
Szesnaście razy poprawiał rekord Wielkiej Brytanii do wyniku 5,59 m, uzyskanego 6 września 1980 w Londynie. Był to również najlepszy wynik na otwartym stadionie w jego karierze, natomiast w hali jego rekord życiowy wynosił 5,50 m (28 lutego 1981 w Camborne).